# Isim (Tyumenyi terület)
Isim (oroszul: Ишим) város Oroszország Tyumenyi területén, az Isimi járás székhelye.

## Elhelyezkedése
A Nyugat-szibériai-alföld déli részén, az Isim (az Irtis mellékfolyója) partján helyezkedik el, melyről nevét kapta. A városon vezet át az R402-es főút és a Transzszibériai vasútvonal Tyumeny–Omszk közötti szakasza.

## Népesség
- 2002-ben 67 757 lakosa volt, melyből 63 924 orosz, 652 ukrán, 589 kazah, 572 német, 425 tatár, 357 örmény, 232 fehérorosz, 134 csuvas, 92 azeri, 64 mordvin stb.
- 2010-ben 65 243 lakosa volt, melyből 59 492 orosz, 708 kazah, 413 német, 408 tatár, 399 ukrán, 272 örmény, 141 fehérorosz, 108 csuvas, 75 azeri, 52 tadzsik, 52 üzbég stb.